# هنرى ديكايسن
هنرى ديكايسن (27 يناير 1799 - 17 أكتوبر 1852) هو رسامٌ بلجيكي للأحداث التاريخيَّة إضافةً للبورتريه.

## سيرته
وُلد هنرى ديكايسن في بروكسل عام 1799. وفي وقت مبكر من عام 1814 بدأ دراسة الرسم على يد فرانسوا [الإنجليزية]، وفي عام 1818 بناءً على نصيحة دافيد ذهب إلى باريس ودخل استوديو جيرودي، ومن هناك انتقل إلى استوديو قروس. هناك العديد من لوحاته في قصر فرساي، ومن بينها لوحة «Entry of Charles VII into Rouen» (بالعربية: دخول شارل السابع إلى روان) (1838) و«Institution of the Order of St. John of Jerusalem» (بالعربية: تأسيس وسام القديس يوحنا القدس) (1842). أكمل في عام 1839 أضخم أعماله «Les Belges Illustres» (بالعربية: البلجيك المصورون). من أعماله في البورتريه: لويز ملكة بلجيكا (1835)، أسرة أورليان (1833)، كليمنتين أميرة أورليان (1833)، ألفونس دو لامارتين (1839).
كان قد توفيَّ في باريس عام 1852.